# Albert Sidney Johnston
Albert Sidney Johnston (Washington, Mason megye, Kentucky, 1803. február 2. – Shiloh-i csata, Hardin megye, Tennessee, 1862. április 6.) három különböző nemzet hadseregének, a Texasi hadsereg, az US Army, és a CSA tábornoka volt. Katonai karrierje során részt vett a Texasi függetlenségi háború, a Mexikói-amerikai háború, a Utah-i háború és az amerikai polgárháború fegyveres konfliktusaiban.
Jefferson Davis, az Amerikai Konföderációs Államok elnöke a legkitűnőbb tábornokok között tartotta számon Robert E. Lee csillagának felemelkedése előtt, de a polgárháború korai ütközetében, a Shiloh-i ütközetben elesett. Johnston volt a legmagasabb rangú elesett katona az egész háború folyamán. Davis véleménye szerint Johnston halála "sorsfordító pontja volt életünknek".
Johnston nem állt rokonságban Joseph E. Johnston konföderációs tábornaggyal.

## Ifjúsága és tanulmányai
Johnston a Kentucky államban található Washington városában született, Dr. John és Abigail (Harris) Johnston legifjabb fiaként. Apja Connecticutból származott. Noha Albert S. Johnston Kentucky-ban született, élete nagy részében Texas-ban lakott, és ezt az államot tekintett otthonának. Elsőként a Transylvania University-re járt Lexingtonban, ahol megismerte iskolatársát, Jefferson Davis-t. Mindketten az Egyesült Államok katonai akadémiáján felvételiztek, Davis két évfolyammal Johnston után. 1826-ban Johnston a 41 fős évfolyamból 8-ként végzett a West Point-on és címzetes hadnagyi rangot kapott a 2. gyalogezrednél.
Johnston New York-i és Missouri állambeli állomáshelyeken szolgált, majd 1832-ben Henry Atkinson dandártábornok törzsfőnökeként részt vette a Black Hawk háborúban.

## Házassága és családi élete
1829-ben feleségül vette Henrietta Prestont, egy Kentucky állambeli politikus és későbbi polgárháborús tábornok William Preston nővérét. Egy fiuk született, William Preston Johnston, aki később ezredességig vitte a konföderációs hadseregben. Johnston 1834-ben kilépett munkájából és visszatért Kentuckyba, hogy tüdővészben megbetegedett felesége mellett lehessen, aki végül is két évvel később meghalt.
1838 és 1840 között Johnston a Texasi Köztársaság hadügyminisztere volt, majd lemondott és visszatért Kentuckyba. 1843-ba feleségül vette Eliza Griffint, felesége unokatestvérét. Texas-ba költöztek és egy nagy ültetvényen telepedtek le Brazoria megyében. Johnston a birtokát China Grove-nak keresztelte el. Itt nevelték fel Johnston első házasságában született két gyermekét, valamint három közös gyermeküket. Johnston hatodik gyermeke később született, mikor Los Angeles-ben éltek, Kaliforniában.

## A Texas-i Hadsereg
1834 áprilisában Johnston földműveléssel kezdett foglalkozni Texas-ban. 1836-ban jelentkezett közlegénynek a Texas-i hadsereg kötelékébe, hogy részt vehessen a Texasi függetlenségi háborúban, melyet Mexikó ellen vívtak. Egy hónappal később Johnstont előléptették őrnaggyá és Sam Houston szárnysegédje lett. 1836. augusztus 5-én előléptették ezredessé és kinevezték a Texasi hadsereg főhadsegédjének. 1837. január 31-én rangidős dandártábornok lett.
1837. február 7-én a Texas-i hadsereg parancsnokságának megszerzéséért párbajt vívott Felix Huston dandártábornokkal. Johnston nem volt hajlandó Hustonra lőni, és mivel jómaga medencesebet kapott, a párbajt elvesztette.
1838. december 22-én Mirabeau B. Lamar, a Texasi köztársaság második elnöke felkérte hadügyminiszternek. Johnston szervezte meg a határ védelmét a mexikói támadással szemben, majd 1839-ben hadjáratot indított az indián bennszülött cserokik ellen Észak-Texas területén. 1840 februárjában lemondott és visszatért Kentucky-ba.

## Az Egyesült Államok hadserege

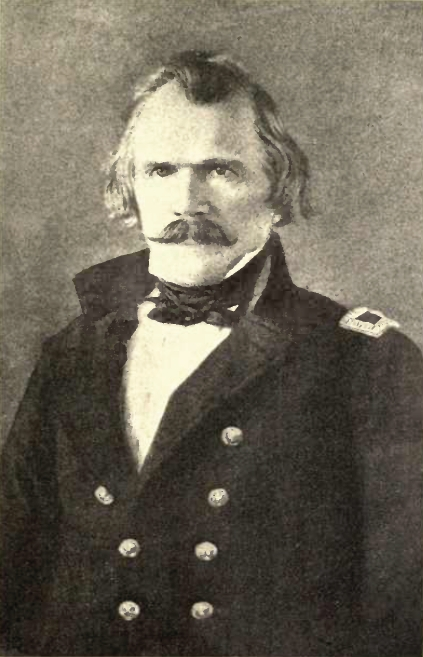
Albert S. Johnston

Johnston a mexikói-amerikai háború miatt lépett be ismét a Texas-i hadsereg kötelékébe. Zachary Taylor tábornok parancsnoksága alatt szolgált ezredesi rangban az 1. önkéntes lövészezrednél. Önkéntesei sorkötelezettsége közvetlenül a Monterrey-i csata előtt járt le. Johnston, mint az önkénteseket felügyelő intendáns meggyőzött néhány önkéntest, hogy maradjon és harcoljon a küszöbön álló Monterrey-i és később a Buena Vistai csatában.
A háborút követően farmján gazdálkodott, míg egykori parancsnoka, a közben az Egyesült Államok elnökévé választott Zachary Taylor 1849 decemberében felkérte számvevőnek és őrnaggyá léptette elő az USA hadseregében. Több mint öt évig viselte ezt a tisztséget, ötször újrázott és több mint 4000 mérföldet utazott minden évben Texas indiánok lakta peremvidékén. Fort Masonben és más nyugati állomáshelyeken szolgált a Texasi határvidéken.
1855-ben Franklin Pierce elnök előléptette az újonnan felállított 2. lovasezred (a későbbi 5. lovasezred elődalakulata) ezredesének, melynek megszervezését Johnston maga végezte. A kansas-i határvidéken éleződő konfliktus miatt 1856. augusztus 19-én Persifor Smith tábornok Wilson Shannon, a Kansas-i Territórium kormányzója kérésére Johnston parancsnoksága alatt útnak indította a 2. lovasezred dragonyosát Fort Riley-ból Jefferson Barracks-be. A feladat a 6. gyalogezred egyik zászlóalja és Howe százados tüzérszázada védelmezte Lecompton, Kansas territoriális fővárosának megerősítése volt James H. Lane abolicionista Északi Hadseregének küszöbön álló támadásával szemben. A Utah-i háború egyik vezéregyéniségeként Johnston a hadsereg egységeivel új, nem mormon kormányzatot állított fel a korábbi mormon területeken. Utah-i tevékenysége elismeréseként 1857-ben címzetes dandártábornoki kinevezést kapott. 1860. december 21-én Kentucky-ból Kaliforniába indult, hogy átvegye a Department of the Pacific, Pacifikus katonai körzet parancsnokságát.

## A polgárháború
A polgárháború kitörésekor Johnston még mindig a Pacifikus katonai körzet parancsnoka volt Kaliforniában. Sok más déli származású tiszthez hasonlóan ő is ellenezte az elszakadást, de miután megtudta választott hazája, Texas kiválását az Unióból, azonnal benyújtotta lemondását. A lemondást a hadügy 1861. május 6-án vette tudomásul, május 3-i kezdettel. Április 28-án Johnston Los Angeles-be utazott, sógorához, John Griffinhez. Azt tervezte, hogy feleségével és öt gyermekével együtt ott is szándékozott maradni, ám ez csak májusig tartott. Kaliforniában is kiéleződött az észak-déli ellentét a lakosság soraiban. Az unió helyi tisztségviselőinek gyanakvása letartóztatással fenyegetett, melynek elkerülése érdekében május 27-én a Warner's Ranch-ről a Los Angeles-i lovas lövészezredhez menekült és közlegényként belépett az egységbe. Részt vett az alakulattal a délnyugati sivatagon át Texas-ig tartó portyáján és menekülésén. 1861. július 4-én átkeltek a Colorado folyón az Arizonai Konföderációs Territóriumba.
A polgárháború kezdetén Jefferson Davis konföderációs elnök elhatározta, hogy országa semennyi területet sem ad fel stratégiai megfontolásból és haderejét elosztotta a határok és partvonalak mentén. 1861 nyarán Davis számos tábornokot nevezett ki a Mississippitől kelet felé az Allegheny hegységig húzódó vonalak megtartása érdekében. Ezek két kulcsfontosságú pontját, a Mississippi folyó mentét és Nyugat-Tennessee-ben a Cumberland folyó partjait Leonidas Polk vezérőrnagyra és Gideon Pillow dandártábornokra bízta. Utóbbi eredetileg Tennessee állam területének parancsnoka volt, lévén az állam legmagasabb rangú katonája.
Pillow és Polk 1861. szeptember 3-án bevonult a kentuckybeli Columbus városába, miután az északi hadsereg kiképzőtábort létesített az állam északi határánál. Ezt követően a Kentucky államban a nyáron megválasztott túlnyomórészt északi érzelmű törvényhozás megszavazta az uniós erők felkérését a konföderációs katonaság eltávolítására. Polk és Pillow akciójára válaszként Ulysses S. Grant dandártábornok megkapta az ürügyet és elfoglalhatta a stratégiailag fontos Paducah városát Kentucky lakosságának felháborítása nélkül. Ezzel Kentucky, Johnston szülőállama csatlakozott Északhoz, mielőtt Johnston szeptember 5-én a földrészt keresztben átszelő utazását követően a konföderációs fővárosba, Richmondba érkezett.

### A Nyugati hadszíntér konföderációs parancsnoka
1861. szeptember 10-én Johnstont kinevezték az Allegheny hegységtől nyugatra fekvő hatalmas konföderációs területek parancsnokának, a parti területek kivételével. Ő lett a Konföderáció nyugati hadszínterén levő összes hadsereg parancsnoka, s ezzel a Western Military Department, a Nyugati katonai körzet parancsnoka. Barátja és csodálója, Davis elnök kinevezte tábornaggyá, melyet a Konföderációs Szenátus 1861. augusztus 31-én erősített meg, de a hatályba lépését visszadatálták május 30-ra, s ezáltal ő lett szenioritásban a második a tábornagyok között. Csak az elsőként tábornagyi rangot kapott Samuel Cooper hadseregfelügyelő és főhadsegéd volt a rangidőse. Kinevezése után Johnston azonnal a nyugati hadszíntérre sietett. Engedélyt kapott újoncok kiállítását kérni Arkansas, Tennessee és Mississippi kormányzóitól, de rendelkezéseit nagyban akadályozták egyes politikai törekvések, különösen Mississippiben. 1861. szeptember 13-án Johnston parancsot adott Felix Zollicoffer dandártábornoknak, hogy 4000 emberével foglalja el a Cumberland-hágót Kentuckyban és akadályozza meg az uniós seregek Kelet-Tennessee-be való behatolását. Szeptember 18-ig Johnston további 4000 katonája Simon Bolivar Buckner dandárábornok vezénylete alatt elfoglalta a bowling greeni Tennesse-be vezető vasútvonalat.
Johnstonnak mindössze kevesebb mint 40 000 embere állt rendelkezésre Kentucky, Tennessee, Arkansas és Missouri államban szétszórva. Ebből 10 000 fölött Sterling Price vezérőrnagy diszponált Missouriban. Johnston első próbálkozásakor a megkeresett kormányzóktól nem kapott erősítést és még ennél is súlyosabb problémája volt az emberei által birtokolt fegyverzettel és lőszerrel kapcsolatban. Mivel a konföderációs kormányzat fő erőit a keleti hadszíntérre koncentrálta, így Johnston kevés katonát és minimális fegyver-, valamint lőszerellátmányt kapott. A gondjaira bízott területek védelmét hónapokon keresztül úgy tudta biztosítani, hogy katonáit portyákra küldve teljes erejét jóval nagyobbnak láttatta, mint az valójában volt. Ez a taktika annyira összezavarta William Tecumseh Sherman dandártábornokot, hogy levert idegi állapotában jelentősen felülbecsülte a vele szemben álló erőket, ami 1861. november 9-én végül leváltásához és Don Carlos Buell dandártábornokkal való helyettesítéséhez vezetett.

### A Mill Springs-i csata
Kelet-Tennessee-t Davis elnök kinevezése alapján a Konföderáció két gyengén teljesítő dandártábornoka védte: Felix Zollicoffer, egy bátor, de képzetlen és tapasztalatlan tiszt, illetve a nemsokára vezérőrnagyi rangra emelkedő George B. Crittenden, az Egyesült Államok hadseregében szolgált tiszt, aki alkoholizmussal küzdött. Mialatt Crittenden Richmondban tartózkodott Zollicoffer csapataival a Cumberland folyó felső folyásának északi partján foglalt állásokat, miáltal a visszavonulási útját a folyó elállta és csapatait nem messze Mill Springs-től (a mai Nancy) nem messze csapdába vezette. Zollicoffer a szállítókapacitás hiánya és az uniós csapatok közelsége miatt nem látta lehetségesnek a kapott parancsnak való engedelmeskedést és a folyó túlpartjára való visszavonulást. Mikor George H. Thomas uniós dandártábornok megtámadta a konföderációs katonákat, Crittenden a Logan's Cross Roads-nál elszánta magát Thomas egyik oszlopának megtámadásra, megelőzendő, hogy egyesülhessen a másikkal. 1862. január 19-én a rosszul felkészült és az éjszakai, zuhogó esőben való meneteléstől kifáradt déliek támadásra lendültek és némi kezdeti sikereket értek el. Az ütközet folyamán Zollicoffer elesett és Crittenden nem volt képes a csapatokat vezényelni (lehetséges, hogy ittas volt), minek következtében a katonákat az uniósok szuronyrohama megszalasztotta. 4000 fős seregük 533 fő veszteséget szenvedett. Az elmenekült déli katonákat más egységekbe osztották be, míg Crittendennek vizsgálattal kellett szembenéznie.
A Mill Springs-i ütközetben elszenvedett vereség után Davis egy dandárnyi erősítést küldött Johnstonnak plusz pár egyéb kisebb egységet. Szintén parancsnoksága alá rendelte P. G. T. Beauregard tábornagyot, akinek korábbi győzelmes hírneve az eddiginél nagyobb vonzerőt volt hivatva gyakorolni az újoncokra és hozzáértő beosztottnak látszott. Az új dandárt viszont John B. Floyd dandártábornok vezette, akinek hozzáértésében nem lehetett bízni. Floyd, mint rangidős tiszt kapta meg Fort Donelson parancsnokságát, közvetlenül azelőtt, hogy Ulysses S. Grant dandártábornok megtámadta. Történészek úgy gondolják, hogy Beauregard áthelyezése késztette az uniós parancsnokokat a támadás megindítására, még mielőtt az rendbeszedhette volna a déliek zilált ügyeit a nyugati hadszíntéren. Ők ugyanis arról értesültek, hogy 15 ezrednyi erősítést hoz magával, mely óriási túlzás volt valójában.

### Fort Henry, Fort Donelson, Nashville
Tennessee állama északi irányú védettségét Kentucky semlegességére alapozva Virginiába küldte katonáit és védelmét a Mississippi völgyében koncentrálta. 1861 szeptemberében Kentucky háborúba való belépése új helyzetet teremtett. Még Johnston Tennessee-be érkezése előtt elkezdtek építeni két erődöt a Tennessee és a Cumberland folyók ellenőrzése céljából, mivel ezek voltak a Tennessee-be irányuló fő hadiszállítási útvonalak. Mindkét erőd Tennessee állam területén épült, hogy Kentucky semlegességét tiszteletben tartsák, de közel sem ideális helyen. Fort Henry a Tennessee folyó kedvezőtlen, alacsony fekvésű részén épült és a Kentucky oldalról ráadásul dombok néztek le rá. Fort Donelson a Cumberland mentén jobb helyen épült, de a szárazföld felé védtelen volt az oldala és kevés ágyú védelmezte hadihajók bombázásával szemben.
Polk vezérőrnagy a parancsnokság átvételekor nem szentelt figyelmet az erődök gondjainak. Miután Johnston a felettese lett Polk először megtagadta az utasításnak való engedelmességet, hogy küldje Joseph K. Dixon mérnök hadnagyot az erődök állapotának felmérésére. Később Johnston engedelmességre bírta Polkot, így Dixon elindult és azt ajánlotta, hogy tartsák karban és erősítsék meg az erődöket, mert noha rossz helyen épültek, de mégis sok munkát fektettek beléjük és a déli hadseregnek nem biztos, hogy lett volna ideje újakat emelni. Johnston helybenhagyta a javaslatot. Johnston Alexander P. Stewart őrnagyot (később altábornagyi rangig emelkedett) akarta parancsnokká tenni, de Davis Lloyd Tilghman dandártábornokot jelölte ki.
Johnston meg akarta akadályozni Polkot abbéli igyekezetében, hogy további erőket küldjön partizáncsapatokba harcolni, ezért utasítást adott neki, hogy küldje Gideon Pillow dandártábornokot és 5000 katonáját Fort Donelsonba. Pillow a közeli Clarksville-ben ütötte fel táborát, de 1862. február 7-ig nem vonult be az erődbe. Johnstont 1862. január 14-én egy uniós felderítőcsapatról szóló hír hatására utasította Tilghmant, hogy erődítse meg a Fort Henry-vel szembeni magaslatot, melyet Polk korábban Johnston parancsa dacára elmulasztott. Tilghmannak sem sikerült végrehajtania az utasítást teljes egészében, mert már túl késő volt megtenni. Egy konföderációs üteg és az erődítés megkezdésére utaló munkákról szóló jelentést tettek a folyó túloldalán, Fort Heiman-ban, de ennek jelentősége az uniós flotta megérkezésével nem volt.
Beauregard tábornagy 1862. február 4-én érkezett meg Johnston főhadiszállására, Bowling Greenbe és megkapta a Polk erői feletti parancsnokságot Johnston vonalának végétől, Columbustól nyugatra. 1862. február 6-án az uniós flotta hadihajói vették bombázás alá és rombolták le Fort Henry falait. A konföderációs védők 21 fő veszteséget szenvedtek. Lloyd Tilghman dandártábornok 94 tisztje és katonája megadta magát, míg a 3000 fős sereg maradéka átmenekült Fort Donelson mielőtt Grant erői egyáltalán megérkezhettek volna. Johnston tudta, hogy ha Fort Donelson elesik, akkor maga is csapdába kerülhet Bowling Greenben, ezért 1862. február 11-én Nashvillebe, Tennessee fővárosába és egyre fontosabb ipari központjába indította hadseregét.
Johnston további 12 000 katonával erősítette meg Fort Donelsont, ebbe beleértve Floyd és Pillow erőit, ami annak fényében vitatható döntés, hogy saját értékelése szerint már az uniós hadiflotta önmagában is elég lehet az erőd bevételéhez. A katonák evakuációját utasításba adta az erőd parancsnokainak, amennyiben azok az erőd védelmét reménytelennek ítélik. Az odaküldött rangidős tisztek, Gideon J. Pillow és John B. Floyd elvesztegették esélyüket arra, hogy csapataik többségének megadását elkerüljék. és 1862. február 16-n Simon Buckner dandártábornok, akit Floyd és Pillow egyaránt magára hagyott, megadta magát és Fort Donelsont. Floyd négy virginiai ezredét kompon kimenekítette, de mississippi ezredét hátrahagyta a helyőrséggel. Pillow mindössze törzsfőnöke kíséretében menekült el. Nathan Bedford Forrest ezredes 700 fős lovassága közvetlenül a megadás előtt menekült el. Ebből 200 fő állt közvetlenül Forrest parancsnoksága alatt. A konföderációs hadsereg 1500 fő harci veszteséget szenvedett és foglyul esett 12 000-14 000katonája. An uniós veszteség nagyjából 500 halottra, 2108 fő sebesültre, és 224 eltűntre rúgott.
Johnstonnak nem volt beleszólási alapja ki vezényli Fort Donelson védelmét annak tekintetében, hogy Floyd és Pillow egységeit a helyőrség megerősítésére rendelve ezen szenior tábornokok értelemszerűen átvették a parancsnokságot. Ennek ellenére Johnston elszenvedte a blamázst és a lemondását követelő felzúdulást, mert a miértek nyilvánosság elé vitele leleplezte volna a Konföderáció megrendült helyzetét. Passzív védekezése, Bowling Greenben való támadásnak való kitettsége, erőinek elaprózása és a csapatkoncentráció elmulasztása az uniós támadással szemben és meg nem felelő, inkompetens alárendeltekre való támaszkodása kritikák kereszttüzébe került saját kortársai és az utókor történészeinek körében. Davis a következő szavakkal védte meg Johnstont: "Ha Sidney Johnston nem tábornok, akkor jobb ha feladjuk a háborút, mert egy tábornokunk sincs." Az erődök eleste Nashville-t is azonnal veszélybe sodorta, s hamarosan, február 25-én, két nappal Johnston elvonulása után Buell dandártábornok be is vette.

### A Corinth-i csapatösszevonás
Johnston megmaradt katonai egységei a terepen elszórtan vonultak vissza déli irányban a bekerítés elkerülése végett. Johnston jómaga is visszavonult Nashville alól a személyes parancsnoksága alatt álló Közép-Kentucky hadsereggel. Beauregard segítségével Johnston elhatározta a fontos corinth-i vasúti csomópontnál való csapatösszevonást. Ide irányította a korábban Polk, most pedig Beauregard parancsnoksága alatt levő hadsereget, de saját hadserege bonyolult manőverek után érkezett meg ide. Johnston manőverei bizonytalanságban tartották az uniós hadseregeket, melyet ekkor éppen a körülményeskedő Henry Halleck vezérőrnagy koordinált. A zavart kihasználva Johnston észrevétlenül elért Corinthig. A lélegzetvételnyi szünet elég volt Davis elnök számára, hogy végre erősítéseket küldjön a keleti part helyőrségeiből, akiket a szintén nagy várakozással övezett, de érdes modorú Braxton Bragg tábornok vezetett. Bragg érkezése lecsillapította a Johnston 1862. március 24-ei érkezése előtt az uniós létszámfölény miatt kétségbeeséssel küzdő Beauregard-t és Polkot.
Johnston 17 000 fős hadserege immár 40 000-44 669 főre növelte a konföderációs erőt Corinth alatt. 1862. március 29-én Johnston a Beauregard által március 5-én megszervezett Mississippi hadseregben egyesítette az erőket.
Johnston azt tervezte, hogy az uniós hadseregeket egyenként veri szét, mielőtt a Kentucky-ban és Tennessee-ben levő egységeiket egyesíthetnék. Grant 40 000 katonája Pittsburg Landing (Tennessee) közelében állt, míg az eddigre vezérőrnaggyá előléptetett Don Carlos Buell Nashville felől közeledett 35 000 fős seregével. Johnston április 3-án indult el Grant felé és másnap már csapást akart mérni rá, de a gyakorlatlanság, a rossz utak és tervezési hibák miatt lassan haladtak. 1862. április 5-én este azonban két-három kilométerre közelítették meg az ellenséges csapatokat.

### A Shiloh-i csata

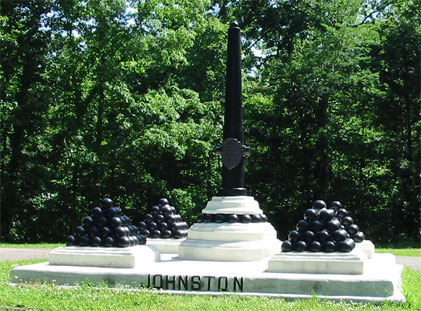
Johnston emlékműve a Shiloh-i katonai nemzeti parkban

1862. április 6-án Johnston összevont hadseregével erőteljes és váratlan támadást indított Grant erői ellen a Shiloh-i csatában. Miközben a konföderációs csapatok lerohanták az uniós tábort, Johnston szinte mindenütt ott volt. Lováról személyesen vezette és bátorította a katonákat a harcvonal minden pontján megjelenve. Délután 2:30 tájékán, miközben a barackfákkal beültetett gyümölcsösben vezette az uniós erők elleni rohamot, térdhajlatán lőtt sebet kapott. Úgy tűnik, hogy vagy nem gondolta súlyosnak a sebét, vagy észre sem vette és személyi orvosát elküldte, hogy kezelje a foglyul esett uniós sebesülteket. 
Lehetséges, hogy Johnston 1837-es párbajában kapott idegsebesülése és jobb lábának ernyedtsége miatt nem érezte meg a sebesülést. A golyó azonban felsértette a térdhajlati artériáját és csizmája megtelt vérrel. Pár percen belül Johnston stábja azt vette észre, hogy a tábornagy az ájulás határára került. Egyik tisztje, Isham G. Harris, Tennessee kormányzója meglátta, hogy Johnston arcából eltűnt a szín és mindjárt leesik a nyeregből, ezért megkérdezte "Tábornagy, megsebesült?". Johnston lenézett lábsebére, majd nagyon gyenge hangon azt felelte "Igen... és azt hiszem súlyosan". Harris és a közelben álló tisztek leemelték Johnstont a nyeregből és a "Hornets Nest" melletti kis vízmosáshoz vitték. Megpróbálták a vérzést elállítani, de mivel Johnston túl sok vért veszített, hamarosan elvesztette az eszméletét és pár perccel később meghalt. Ez körülbelül egy órával a találat után lehetett.
Harris és társai pokrócba göngyölték, hogy a csapatok morálját ne veszélyeztesse halott parancsnokuk látványa. Johnston testét és a Tűznyelő névre hallgató sebesült lovát a Corinth felé vezető úton levő tábori főhadiszállásra vitték, ahol azok a sátorban várakoztak a másnapi konföderációs visszavonulásig. William Inge ezredes vitte vissza Corinth-ba a holttestet, ahol a főhadiszálláson pár órára letakarták a Konföderációs lobogóval.
Valószínű, hogy a Johnstont megölő golyót konföderációs katona lőtte ki. Uniós katonák nem kerültek Johnston háta mögé a roham során, ellenben azt mindenki tudta, hogy a déli katonák lőtték az ellenséget, miközben Johnston előttük lovagolt.
Johnston lett legmagasabb rangú elesett a háború folyamán, mindkét oldal veszteségét tekintve. Halála nagy csapás volt a Konföderáció számára. Jefferson Davis az egész ország legjobb tábornokának tartotta; ezek az események két hónappal Robert E. Lee megítélésének magasra ívelése előtt történtek, melyet követően Lee lett a Konföderáció kiemelkedő katonai zsenije.

## Emlékezete

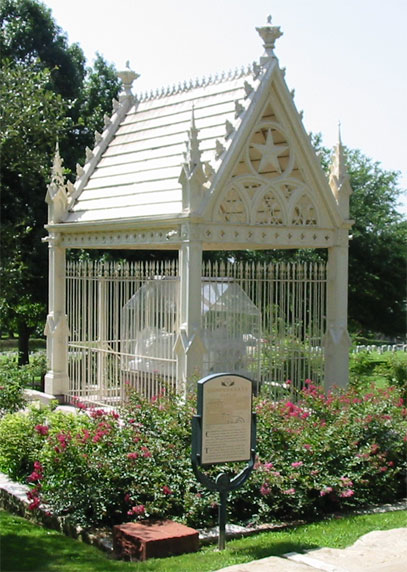
Johnston sírja a Texasi Állami temető-ben Austinban

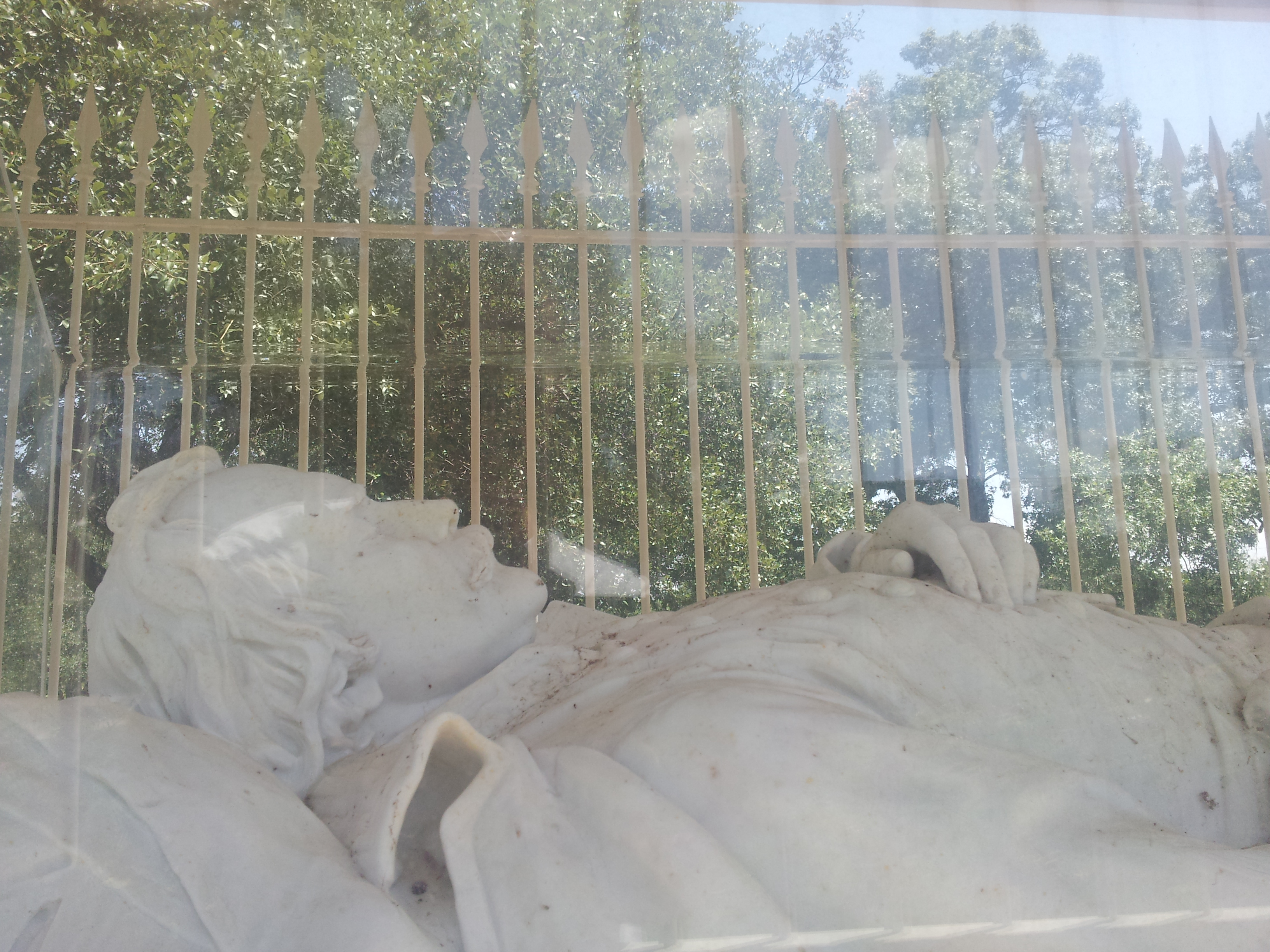
Johnston ravatala, Elisabet Ney szobra.

Felesége, Eliza és hat gyermeke Los Angeles-ben maradt a sógora, Dr. John Strother Griffin otthonában. Hatodik gyermekük azután született meg, hogy Albertnek menekülnie kellett Kaliforniából. Első gyermekük, a Texas-ban született Albert Sidney követve apját belépett a konföderációs hadseregbe. 1863-ban eltávozáson tartózkodott Los Angeles-ben, mikor San Pedróban a kikötőben egy kompról való átszállás közben a gőzös kazánrobbanása következtében meghalt.
Johnston tábornagy érdemeit a konföderációs kormány méltatta, melynek teljes szövegét 1862. december 20-án megjelentették a családja lakhelyén megjelenő Los Angeles Star-ban. A Johnston Street, a Hancock Street és a Griffin Avenue, az északkelet los angeles-i Lincoln Heights utcái mind a tábornagyról és családtagjairól vannak elnevezve, kik a környéken éltek.
Johnstont először New Orleans-ban temették el. A texasi törvényhozás új, 1866-ban hozott rendelete értelmében hamvait 1867-ben a Texas State Cemetery-ben, Austinban helyezték nyugalomra. Negyven évvel később Texas megbízta Elisabet Ney-t, hogy emeljen szobrot és alkosson emlékművet Johnston sírhelyén.
A Texasi Történeti Bizottság emléktáblát állított Johnston egykori ültetvényének bejárata közelében. Az University of Texas at Austin Johnstonnak szobrot állított a Déli Sétányon.

## Johnston életével foglalkozó irodalom
- Larry J. Daniel. Shiloh: the battle that changed the Civil War (1997). ISBN 0-684-80375-5
- Kendall D. Gott. Where the South Lost the War: An Analysis of the Fort Henry-Fort Donelson Campaign, February 1862 (2003). ISBN 978-0-8117-0049-8
- Albert A. Nofi. The Alamo: And the Texas War for Independence September 30, 1835 to April 21, 1836 : Heros, Myths and History (2001). ISBN 978-0-306-81040-4
- Charles Pierce Roland. Albert Sidney Johnston: Soldier of Three Republics (1964). ISBN 978-0-8131-9000-6
- Charles Pierce Roland. Jefferson Davis's Greatest General: Albert Sidney Johnston. McWhiney Foundation Press (2000). ISBN 1-893114-20-1